# Innes FitzGerald
Innes FitzGerald (Beer, 6 aprile 2006) è una mezzofondista britannica che ha vinto la medaglia d'oro ai campionati europei under 20 2025 nei 3000 metri piani e nei 5000 metri piani.

## Record nazionali
Juniores (under 20)
- 3000 metri piani indoor: 8'40"05 ( Ostrava, 4 febbraio 2025)
- 5000 metri piani: 14'39"56 ( Londra, 19 luglio 2025)

## Progressione

### 1500 metri piani
| Stagione | Misura  | Luogo      | Data      | Rank. Mond. |
| -------- | ------- | ---------- | --------- | ----------- |
| 2025     |         |            |           |             |
| 2024     | 4'15"50 | Manchester | 25-5-2024 |             |
| 2023     | 4'15"65 | Manchester | 12-8-2023 |             |
| 2022     | 4'22"60 | Exeter     | 24-7-2022 |             |

### 3000 metri piani
| Stagione | Misura  | Luogo      | Data      | Rank. Mond. |
| -------- | ------- | ---------- | --------- | ----------- |
| 2025     | 8'32"90 | Stoccolma  | 15-6-2025 |             |
| 2024     | 8'57"01 | Lima       | 30-8-2024 |             |
| 2023     | 9'07"54 | Birmingham | 10-5-2023 |             |
| 2022     | 8'59"67 | Belfast    | 16-7-2022 |             |

### 5000 metri piani
| Stagione | Misura   | Luogo      | Data      | Rank. Mond. |
| -------- | -------- | ---------- | --------- | ----------- |
| 2025     | 14'39"56 | Londra     | 19-7-2025 |             |
| 2024     | 15'26"76 | Manchester | 29-6-2024 |             |

## Palmarès
| Anno | Manifestazione | Sede          | Evento       | Risultato | Prestazione | Note                  |
| ---- | -------------- | ------------- | ------------ | --------- | ----------- | --------------------- |
| 2022 | Europei cross  | Venaria Reale | Corsa U20    | 4ª        | 13'15"      | [ 3 ]                 |
| 2022 | Europei cross  | Venaria Reale | Squadre U20  | 4ª        | 45 p.       | [ 4 ]                 |
| 2023 | Europei cross  | Bruxelles     | Corsa U20    | Oro       | 18'19"      | [ 5 ]                 |
| 2023 | Europei cross  | Bruxelles     | Squadre U20  | Oro       | 22 p.       | [ 6 ]                 |
| 2024 | Mondiali cross | Belgrado      | Corsa U20    | 17ª       | 21'10"      |                       |
| 2024 | Mondiali cross | Belgrado      | Squadre U20  | 5ª        | 90 p.       |                       |
| 2024 | Mondiali U20   | Lima          | 3000 m piani | 4ª        | 8'57"01     |                       |
| 2024 | Europei cross  | Adalia        | Corsa U20    | Oro       | 15'47"      | [ 7 ]                 |
| 2024 | Europei cross  | Adalia        | Squadre U20  | Oro       | 9 p.        | [ 8 ]                 |
| 2025 | Europei indoor | Apeldoorn     | 3000 m piani | 8ª        | 8'57"00     | [ 9 ]                 |
| 2025 | Europei U20    | Tampere       | 3000 m piani | Oro       | 8'46"39     | Record dei campionati |
| 2025 | Europei U20    | Tampere       | 5000 m piani | Oro       | 15'09"04    |                       |

## Campionati nazionali
2024
- 9ª ai campionati britannici (Manchester), 5000 metri piani - 15'26"76

2025
- Bronzo ai campionati britannici indoor (Birmingham), 3000 metri piani - 8'52"56
- Bronzo ai campionati britannici (Birmingham), 5000 metri piani - 15'48"66

## Altre competizioni internazionali
2025
- Bronzo al Bauhaus-Galan ( Stoccolma), 3000 metri piani - 8'32"90
- 12ª al London Athletics Meet ( Londra), 5000 metri piani - 14'39"56